# Crespellano
Crespellano (Crasplàn in dialetto bolognese occidentale) è un municipio di 10 117 abitanti del comune di Valsamoggia, nella città metropolitana di Bologna. Fino al 31 dicembre 2013 è stato un comune autonomo, confinante con i comuni di Anzola dell'Emilia, Bazzano, Castelfranco Emilia (MO), Monte San Pietro, Monteveglio e Zola Predosa.

## Geografia fisica
- Classificazione climatica: zona E, 2393 GR/G

## Storia

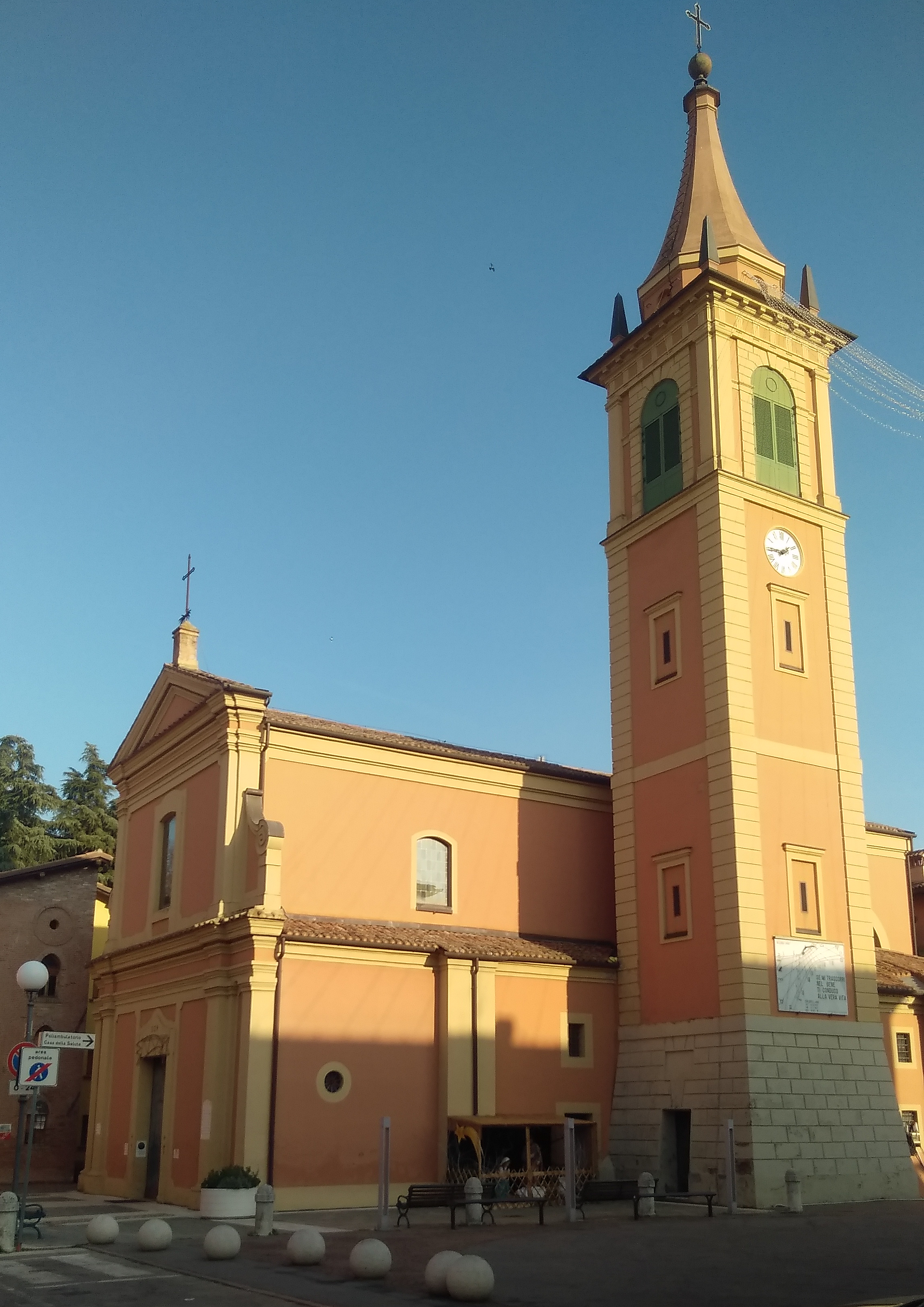
La parrocchiale

Il territorio di Crespellano è stato abitato fin da epoche preistoriche, come testimoniano i reperti terramaricoli e del Paleolitico rinvenuti a partire dal XVII secolo da Giovanni Gozzadini e altri. La zona fu in séguito interessata dalla presenza dei Galli Boi, per poi a finire nella sfera di influenza romana. Ai Romani si deve tra l'altro il nome con cui oggi è conosciuto il paese: essi denominarono la zona Fundum Crispinianum in quanto assegnata come premio a un generale di nome Crispino.
Sempre ai Romani si devono le due principali vie di comunicazione che delimitano i territori di Crespellano e delle sue frazioni Pragatto e Calcara: le vie consolari Emilia e Claudia (l'attuale Bazzanese). Ma la testimonianza principale di quell'epoca è la centuriazione, modello di gestione del territorio che ricalca il castrum, cioè l'accampamento militare, che a sua volta ha ispirato anche le città romane, tipicamente organizzate su reticoli di strade perpendicolari e parallele. Anche il territorio circostante mostra ancora i segni di questa organizzazione: la centuriazione prevedeva la divisione dei territori agricoli in quadrati di circa 700 × 700 m. Questa è ancora visibile, ad esempio nella frazione di Calcara: si individuano ancora le linee dei decumani (ad esempio la via Castellaccio, la via S.Lorenzo) e dei cardi (ad esempio la via Cassola, la via Cassoletta).
Non si hanno notizie relative al periodo delle invasioni barbariche: è però noto che nell'800 Crespellano viene donata dal feudatario di Carlo Magno, Orso Guerriero, all'abbazia di Nonantola. Questo consentì a Crespellano di entrare a far parte del grande progetto di bonifica portato avanti dall'Abbazia benedettina: l'intervento permise di trasformare vaste aree originariamente paludose in fruttiferi campi coltivati.
Grazie all'ascesa della produzione agricola, registrata a séguito dell'intervento di bonifica, il territorio di Crespellano divenne uno dei più ambiti della zona, tanto da divenire motivo di contesa tra le città emiliane più potenti dell'epoca. Divenne infine parte dell'immenso feudo di Matilde di Canossa, per poi passare alla sua morte sotto l'egida di Bologna e di seguirne le sorti. Territorio di frontiera tra Modena e Bologna, fu coinvolto fino ai primi anni del XVI secolo nei numerosi scontri che nel Medioevo contrapposero le due città, subendo un grave impoverimento.

Come gli altri territori bolognesi, fu soggetto allo Stato della Chiesa fino all'arrivo delle truppe di Napoleone Bonaparte, che, abbatté istituzioni vecchie di secoli e introdusse il concetto di comune come lo intendiamo oggi. Da qui in poi, Crespellano seguirà le vicende del territorio circostante, dal Risorgimento alla Resistenza.

Posizione dell'ex comune di Crespellano nella provincia di Bologna.

Tra gli artisti storici degni di nota, nati a Crespellano, vanno certamente ricordati: il pittore Antonino Sartini (1889-1954), il suo maestro il pittore Alessandro Scorzoni (1858-1933) e il poeta e patriota Adelmo Berozzi (1885-1915).
Il 25 novembre 2012, nel comune di Crespellano si è tenuto il referendum consultivo sulla fusione con i limitrofi comuni di Bazzano, Castello di Serravalle, Monteveglio e Savigno per dare vita ad un comune unico: i cittadini dei cinque comuni si sono espressi in favore della fusione con una maggioranza del 51,5%. Nell'occasione si è anche votato sul nome da dare al futuro comune unico, il nome scelto a maggioranza è stato Valsamoggia.

Vecchio stemma comunale

### Simboli
Lo stemma e il gonfalone del comune di Crespellano erano stati concessi con decreto del presidente della Repubblica del 20 ottobre 2003.
La torre dello stemma riprendeva il blasone della famiglia bolognese dei Crespellani.
Il gonfalone era un drappo di bianco con la bordatura di azzurro.

## Monumenti e luoghi d'interesse

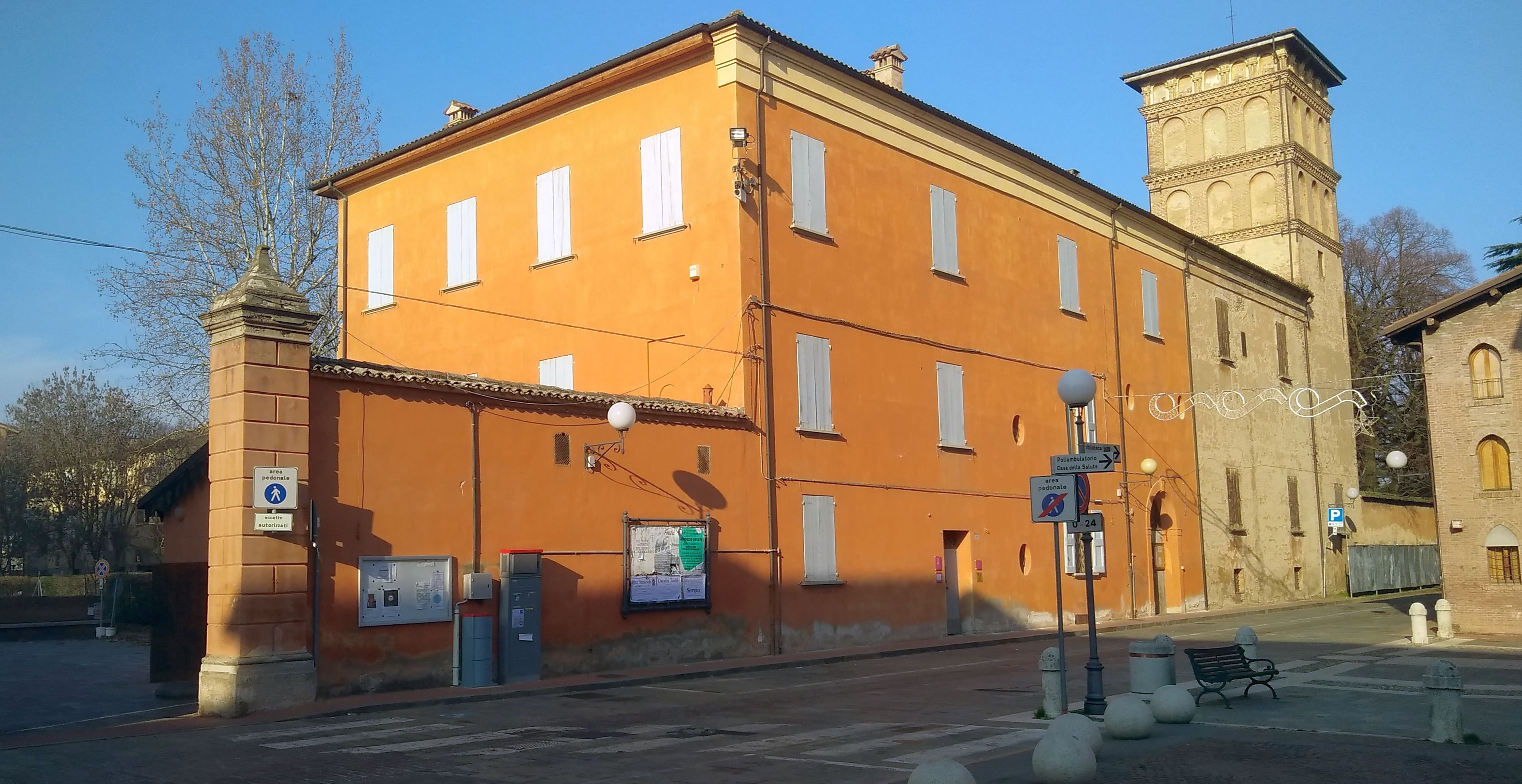
Palazzo Garganani

### Palazzo Garagnani

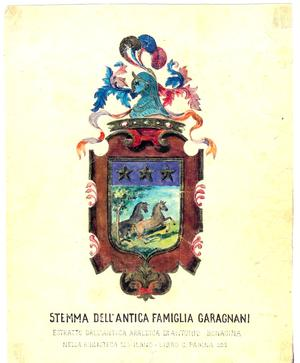
Stemma dell'Antica Famiglia Garagnani

A dominare il paese vi è la torre del Palazzo Garagnani. Posto nel cuore dell'abitato di Crespellano, da numerosi autori è ritenuto, in origine, villa di delizie della famiglia Bentivoglio. Dopo la loro cacciata da Bologna nel 1512, divenne proprietà della famiglia senatoria dei Grassi, nemici degli stessi Bentivoglio. Il palazzo Garagnani, che con la sua torre caratterizza verticalmente il profilo di paese, era tradizionalmente chiamato "castello" poiché, data la sua ubicazione, si riteneva fosse stato edificato sul luogo ove anticamente si trovava il castello di Crespellano, inglobandone in parte le originarie strutture. Questa tradizione è stata parzialmente messa in discussione da alcuni studiosi sulla base del confronto con un disegno del 1578 che mostra il palazzo nelle sue sembianze tardo-cinquecentesche, non molto diverse dalle attuali, con la torre già trasformata in colombaia attraverso la realizzazione di tre ordini sovrapposti di arcate a tutto sesto e sul lato sinistro il corpo a due piani a sviluppo orizzontale.
A fine Cinquecento il palazzo di Crespellano era proprietà della famiglia Grassi: vi sono documenti dai quali emerge che nel 1586 Sforza Alessandro Grassi, a quel tempo afflitto da guai con la giustizia, aveva ereditato da poco il palazzo dal padre Agamennone. La struttura, che nel corso dei secoli ha subito vari interventi di trasformazione, nonché pesanti danni a causa dei bombardamenti dell'ultima guerra, nel 1813 è stata acquistata dalla nobile famiglia Garagnani già proprietaria di numerose ville e castelli nella zona di Pragatto, Calcara, Martignone, Muffa e Chiesa Nuova. Proprio in quegli anni la famiglia si divise in due rami: quella dei Marchesi Garagnani con capostipite Raffaele (Raffaello) detti "neri" e seguaci del neonato Regno d'Italia, e i Conti Garagnani con capo Ferdinando, detti "biondi" e rimasti fedeli alla Chiesa e a Pio IX. Internamente il palazzo vede la presenza di una loggia passante al pianterreno che smista i percorsi verso ambienti laterali, nonché di un bello scalone settecentesco a doppia rampa con statue allegoriche sulla balaustra. Diversi ambienti hanno pareti affrescate con scene "alla boschereccia", vedute paesaggistiche e altri motivi, per lo più a carattere allegorico-mitologico, dipinti nel corso dell'Ottocento. La famiglia Garagnani è ancora in parte proprietaria del Palazzo, che, con l'acquisto di una sua porzione da parte dell'Amministrazione Comunale, è stato trasformato nel Centro Culturale Luigi Calanca sede, tra l'altro, della Biblioteca Comunale.

## Società

### Evoluzione demografica
Abitanti censiti

## Geografia antropica

### Frazioni

#### Calcara
Per estensione e numero di abitanti è la frazione maggiore del municipio di Crespellano, caratterizzata, da qualche anno a questa parte, da una rapidissima espansione demografica. Situato lungo il corso del torrente Samoggia più o meno a metà strada tra le vie Emilia e Bazzanese, nel territorio di Calcara sono presenti numerose ville storiche ed un parco naturalistico, chiamato Parco del Taglio a seguito del "taglio" di una grande ansa che un tempo formava il torrente che lo attraversa, avvenuto nel 1806, che ha modificato il corso del torrente.
Tra le ville, è necessario nominare "il Confortino" (Via del Confortino), villa antichissima (certamente di origini almeno duecentesche), contenente ancora tracce di decorazioni cinque- e seicentesche, con una bella torre colombaia ingentilita da arcatelle decorative.
A poca distanza dal Confortino si trova la chiesetta di San Francesco, in mattoni rossi. In stile romanico-gotico, è una delle più antiche della provincia dedicate al santo di Assisi. Inizialmente serviva da chiesetta del Confortino, prima il convento, poi la chiesa vennero abbandonati dai francescani, ad eccezione di un rettore che rimase in campagna a prendersi cura delle anime del contado. Con l'arrivo dei napoleonici, tutta la proprietà venne espropriata.
La chiesa è rimasta comunque officiata, anche se difficilmente aperta al pubblico. Negli ultimi anni è stato condotto un restauro che ha permesso di rinvenire lacerti di affreschi trecenteschi e di attribuire la pala d'altare, raffigurante la Madonna in Trono col Bambino e santi francescani, ad Innocenzo da Imola.
All'interno si conserva anche un affresco cinquecentesco raffigurante Sant'Antonio da Padova col Bambino Gesù e la riproduzione fotografica (l'originale è nella parrocchia di Anzola Emilia) di una crocifissione secentesca nello stile di Bartolomeo Cesi.

#### Muffa
Piccola località in espansione situata sulla strada statale 569 di Vignola, più o meno a metà strada tra il paese di Crespellano e quello di Bazzano.
Il nome così particolare di questa frazione deriva dal fatto che proprio qui esisteva un'osteria la cui padrona era famosa per essere particolarmente pallida, "muffa" in dialetto bolognese. Per questo si è cominciato a indicare il luogo come "osteria della Muffa" e in séguito tutta la frazione è divenuta nota come Muffa.

#### Ponte Samoggia
Piccola frazione posta sulla via Emilia al confine del territorio municipale con quello di Anzola dell'Emilia e che deve il suo nome al ponte che dall'epoca romana consente appunto alla via Emilia di scavalcare il torrente Samoggia.

#### Pragatto
Pragatto è la frazione del municipio di Crespellano più vicina al paese. La crescita dei due centri urbani li ha resi pressoché indistinguibili, tanto che appaiono come un unico agglomerato. È uso comune suddividere la località Pragatto basso, il nucleo abitativo vero e proprio situato in pianura, e Pragatto alto, la zona collinare sovrastante con riferimento particolare agli immediati dintorni dell'antica chiesa parrocchiale di Santa Maria Nascente.

## Infrastrutture e trasporti

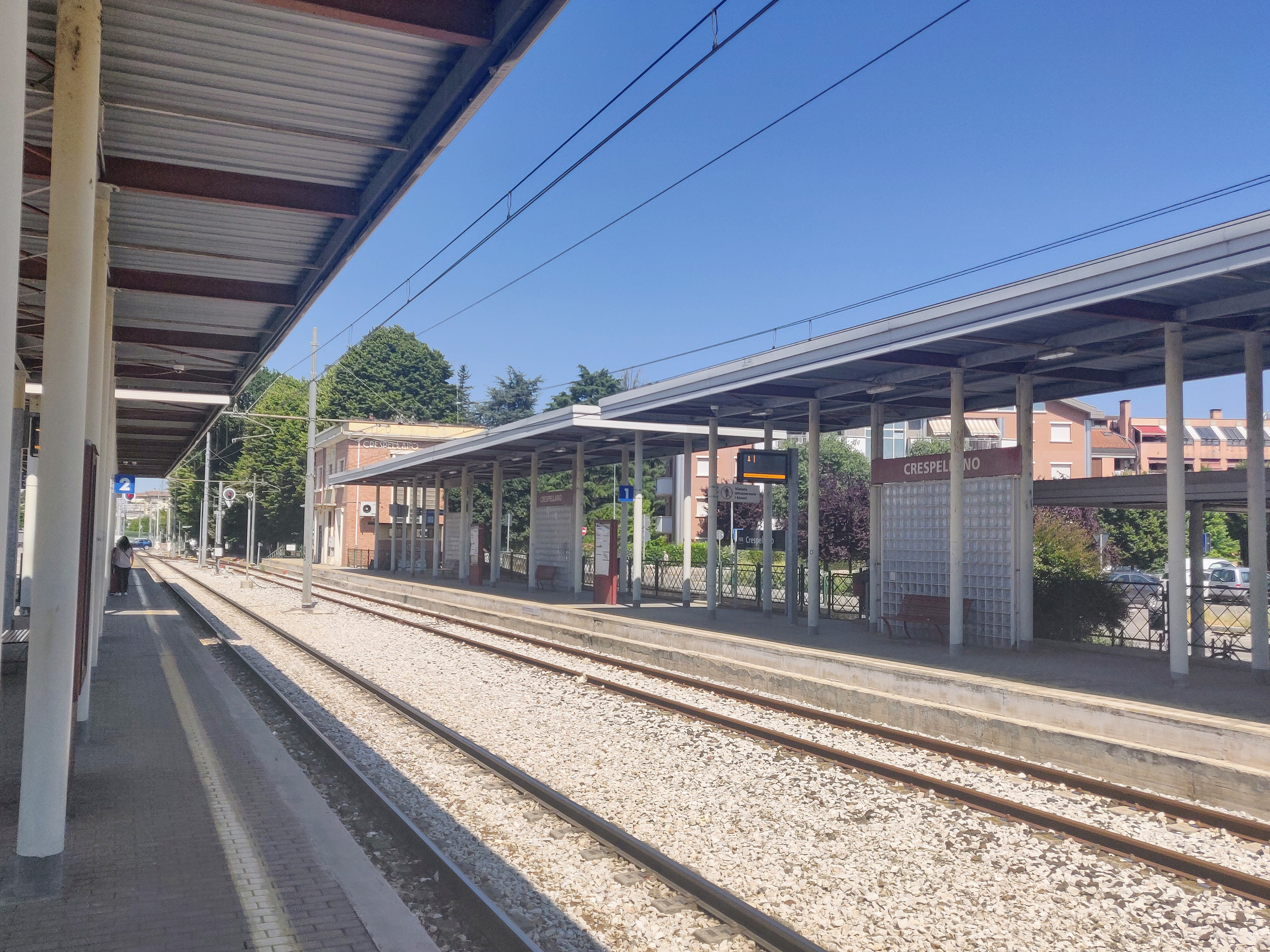
La stazione ferroviaria di Crespellano

Crespellano è attraversata dalla strada provinciale 569 via Bazzanese, già Strada statale 569 di Vignola, che dal 1883 al 1938 ospitava il binario della tranvia Bologna-Casalecchio-Vignola; la località era servita dalle fermate Chiesa Nuova, Osteria di Pragatto e Muffa, quest'ultima posta presso l'abitato che sorge in corrispondenza dell'omonimo torrente.
Nel 1938 la tranvia fu sostituita dalla attuale ferrovia Casalecchio-Vignola, le cui stazioni Via Lunga e Crespellano e la cui fermata Muffa sono inserite nell'ambito del servizio ferroviario metropolitano di Bologna e servite dalle relazioni TPER con il capoluogo.

## Amministrazione

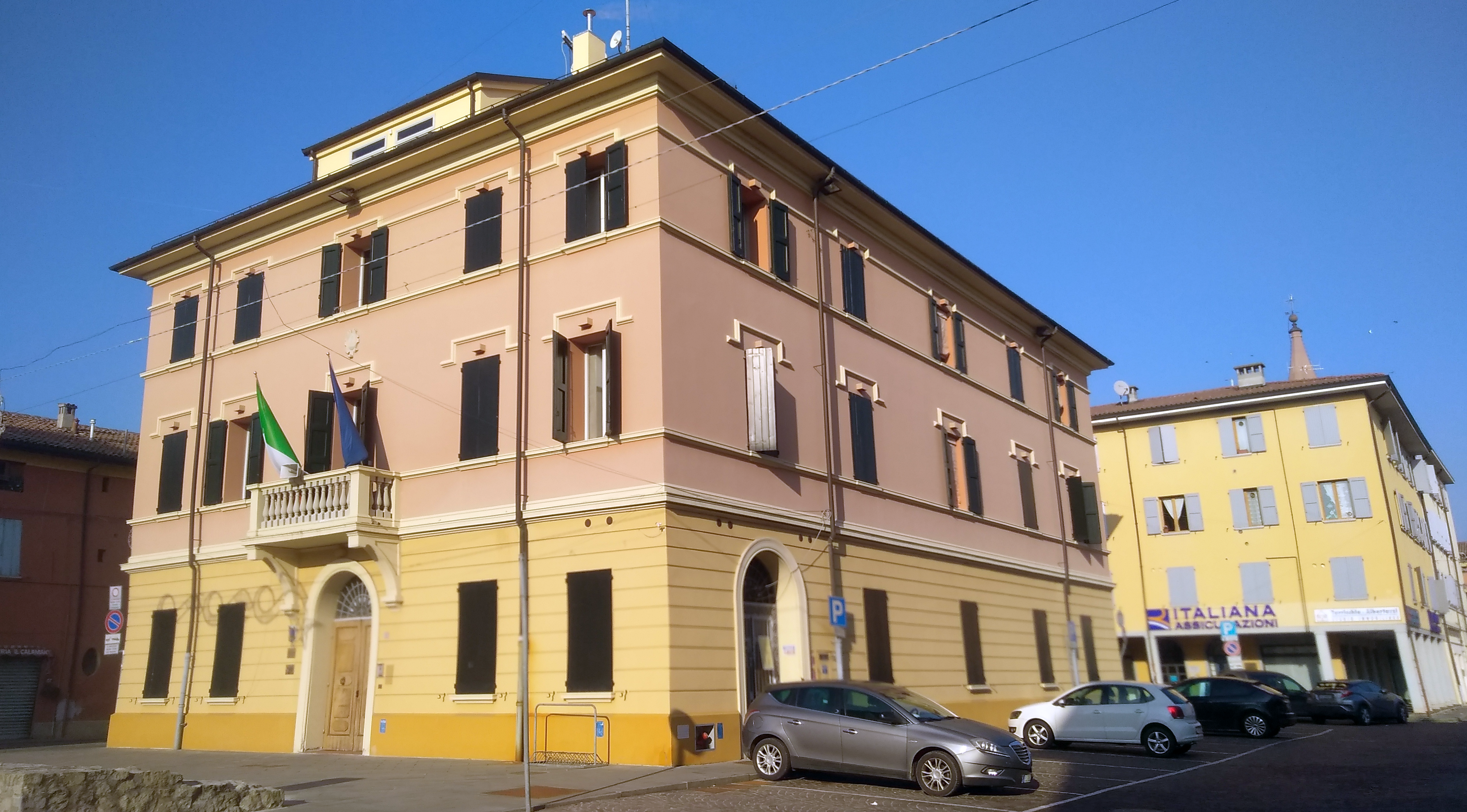
Sede dell'ex-comune